# Puchar Króla Bahrajnu
Puchar Króla Bahrajnu – główne rozgrywki pucharowe w Bahrajnie. Puchar rozgrywany jest od 1952 roku pomiędzy bahrajńskimi klubami piłkarskimi. Na przestrzeni lat turniej ten miał wiele nazw: Puchar Emira (1952–59 i 1978–2002), Puchar Federacji (1960–77) i Puchar Króla (2002–obecnie).

## Lista zwycięzców

### Puchar Emira
| Rok  | Zwycięzca   | Wynik    | Finalista |
| ---- | ----------- | -------- | --------- |
| 1952 | Al-Muharraq | nieznany | nieznany  |
| 1953 | Al-Muharraq | nieznany | nieznany  |
| 1954 | Al-Muharraq | nieznany | nieznany  |
| 1955 | Al-Muharraq | nieznany | nieznany  |
| 1956 | nieznany    | nieznany | nieznany  |
| 1957 | nieznany    | nieznany | nieznany  |
| 1958 | Al-Muharraq | nieznany | nieznany  |
| 1959 | Al-Muharraq | nieznany | nieznany  |

### Puchar Federacji
| Rok  | Zwycięzca             | Wynik                 | Finalista             |
| ---- | --------------------- | --------------------- | --------------------- |
| 1960 | Al-Nusoor             | 1:0                   | Al-Muharraq           |
| 1961 | Al-Muharraq           | 4:1                   | Al-Nusoor             |
| 1962 | Al-Muharraq           | 7:1                   | Al Nahda              |
| 1963 | Al-Muharraq           | 2:0                   | Bahrain Riffa         |
| 1964 | Al-Muharraq           | 4:2                   | Al-Nusoor             |
| 1965 | turniej nie odbył się | turniej nie odbył się | turniej nie odbył się |
| 1966 | Al-Muharraq           | 1:0                   | Taj                   |
| 1967 | Al-Muharraq           | 5:0                   | Al-Arabi              |
| 1968 | Al-Nusoor             | 2:1                   | Bahrain Riffa         |
| 1969 | Al-Arabi              | 4:0                   | Al Tursana            |
| 1970 | Bahrain Riffa         | 5:2                   | Al-Nusoor             |
| 1971 | Bahrain Riffa         | 4:2                   | Al-Arabi              |
| 1972 | Al-Muharraq           | 2:0                   | Bahrain Riffa         |
| 1973 | Bahrain Riffa         | 2:2 (k. 8:7)          | Bahrain SC            |
| 1974 | Al-Muharraq           | 3:2                   | Al-Nusoor             |
| 1975 | Al-Muharraq           | 5:1                   | Bahrain SC            |
| 1976 | Al Hala               | 1:0                   | Bahrain SC            |
| 1977 | Al-Nusoor             | 1:0                   | Al-Muharraq           |

### Puchar Emira
| Rok  | Zwycięzca     | Wynik        | Finalista     |
| ---- | ------------- | ------------ | ------------- |
| 1978 | Al-Muharraq   | 1:0          | Al Wahda      |
| 1979 | Al-Muharraq   | 1:0          | Al-Ahli       |
| 1980 | Al Hala       | 0:0 (k. 4:2) | East Riffa    |
| 1981 | Al Hala       | 2:2 (k. 5:4) | Bahrain SC    |
| 1982 | Al-Ahli       | 2:0          | Bahrain Riffa |
| 1983 | Al-Muharraq   | 2:0          | Bahrain Riffa |
| 1984 | Al-Muharraq   | 2:0          | Bahrain SC    |
| 1985 | Bahrain Riffa | 1:1 (k. 4:1) | Bahrain SC    |
| 1986 | Bahrain Riffa | 1:0          | East Riffa    |
| 1987 | Al-Ahli       | 1:0          | Al Wahda      |
| 1988 | Al Wahda      | 1:0          | Al-Ahli       |
| 1989 | Al-Muharraq   | 1:0          | East Riffa    |
| 1990 | Al-Muharraq   | nieznany     | nieznany      |
| 1991 | Al-Ahli       | nieznany     | nieznany      |
| 1992 | Al Wahda      | nieznany     | nieznany      |
| 1993 | Al-Muharraq   | nieznany     | nieznany      |
| 1994 | Al Wahda      | nieznany     | nieznany      |
| 1995 | Al-Muharraq   | nieznany     | nieznany      |
| 1996 | Al-Muharraq   | ? (k. 4:3)   | Bahrain SC    |
| 1997 | Al-Muharraq   | 2:1          | East Riffa    |
| 1998 | Bahrain Riffa | 2:1          | Budaiya Club  |
| 1999 | East Riffa    | 1:0          | Al Hala       |
| 2000 | East Riffa    | 3:1          | Qadisiya      |
| 2001 | Al-Ahli       | 1:0          | Essa Town     |
| 2002 | Al-Muharraq   | 0:0 (k. 4:2) | Al-Ahli       |

### Puchar Króla
| Rok       | Zwycięzca     | Wynik        | Finalista     |
| --------- | ------------- | ------------ | ------------- |
| 2003      | Al-Ahli       | 2:1          | Al-Muharraq   |
| 2004      | Al-Shabab     | 2:1          | Busaiteen     |
| 2005      | Al-Muharraq   | 1:0          | Al-Shabab     |
| 2006      | Al-Najma      | 1:0          | Al-Ahli       |
| 2007      | Al-Najma      | 2:0          | Al Hala       |
| 2008      | Al-Muharraq   | 2:0          | Al-Najma      |
| 2009      | Al-Muharraq   | 1:1 (k. 9:8) | Bahrain Riffa |
| 2010      | Bahrain Riffa | 4:0          | Busaiteen     |
| 2011      | Al-Muharraq   | 3:0          | Busaiteen     |
| 2012      | Al-Muharraq   | 3:1          | Bahrain Riffa |
| 2013      | Al-Muharraq   | 2:2 (k. 4:3) | Al-Riffa      |
| 2014      | East Riffa    | 2:1          | Busaiteen     |
| 2015      | Hidd SCC      | 2:0          | Busaiteen     |
| 2015/2016 | Al-Muharraq   | 3:1          | Al-Riffa      |
| 2016/2017 | Manama        | 2:1          | Al-Muharraq   |
| 2017/2018 | Al-Najma      | 1:1 (k. 5:4) | Al-Muharraq   |
| 2018/2019 | Al-Riffa      | 2:1          | Hidd SCC      |

## Liczba pucharów
| Klub        | Liczba pucharów |
| ----------- | --------------- |
| Al-Muharraq | 32              |
| Al-Ahli     | 8               |
| Al-Najma    | 7               |
| Riffa SC    | 6               |
| Al Hala     | 3               |
| East Riffa  | 3               |
| Bahrain SC  | 2               |
| Al Shabab   | 1               |
| Hidd SCC    | 1               |
| Manama      | 1               |

1. ↑  3 zdobyte puchary jako Al Nusoor
2. ↑  3 zdobyte puchary jako Al Wahda i 1 jako Al Arabi